# Pala di Castelfranco

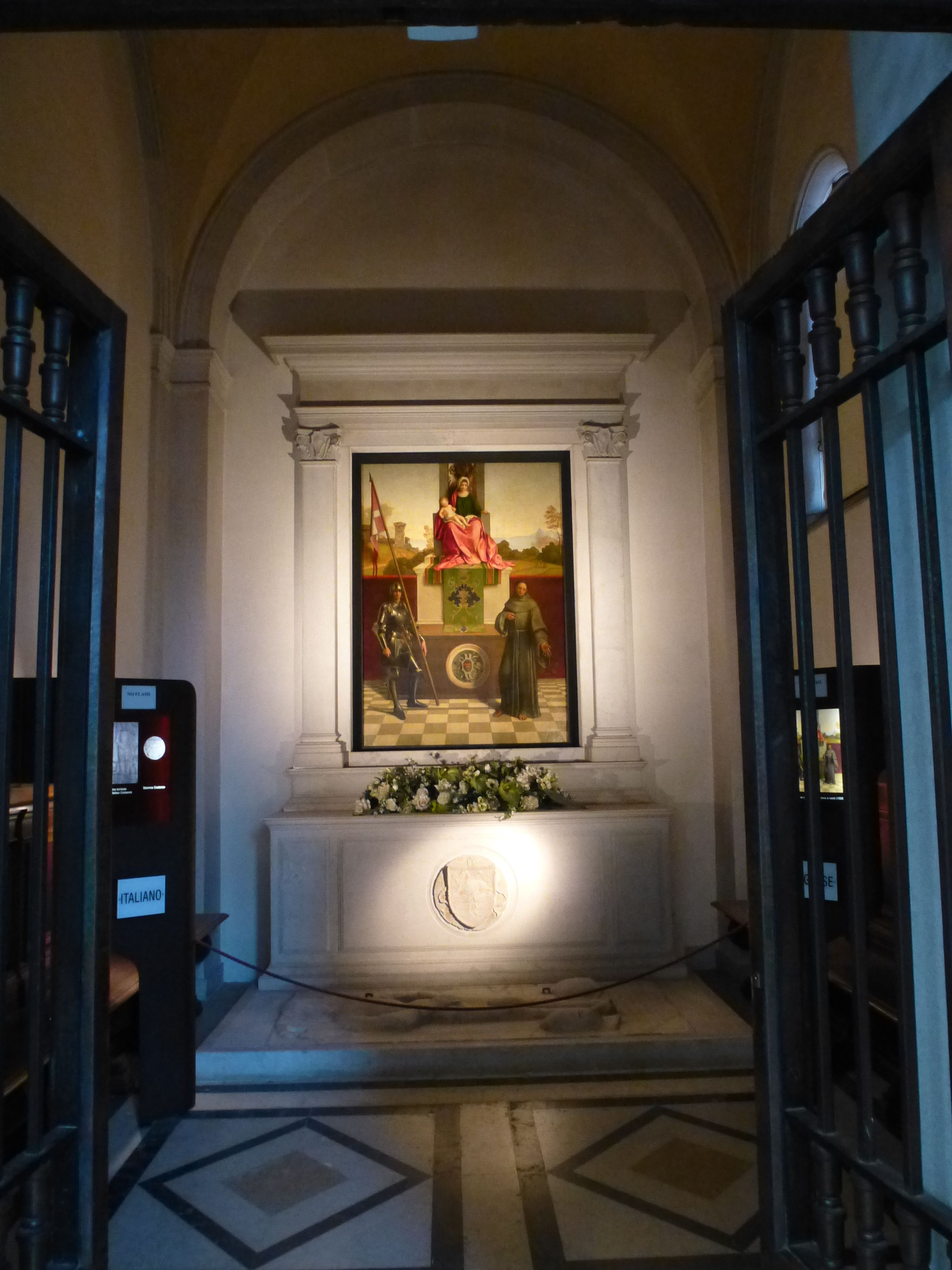

Die Madonna mit Kind zwischen hl. Franziskus und Nicasius, auch bekannt als Castelfranco Madonna, ist ein Gemälde der Italienischen Renaissance aus dem Jahr 1503 von Giorgione. Es ist eines der wenigen Werke des aus Castelfranco in Venetien, Norditalien stammenden Malers, der bereits mit 32 Jahren an den Folgen der Pest starb. Es befindet sich im Dom von Castelfranco.

## Geschichte
Das Bild zählt zu den wenigen Werken, bei denen die Herkunft von Giorgione gesichert ist. Den Auftrag für das Altarbild gab der Condottiere Tuzio Costanzo, Sohn des Vizekönigs von Zypern, zum Gedenken an seinen Sohn Matteo, der im Dienst der Republik Venedigs 1499 in Ravenna im Alter von 23 Jahren am Fieber starb. Tuzio beauftragte weiter den Bau einer Familienkapelle für die Grabdenkmale von Matteo und ihn selbst ursprünglich an den Wänden zu beiden Seiten des Gemäldes. In der Folgezeit wurde die Vorgängerkirche abgerissen und an ihrer Stelle 1724 der heutige Dom von Castelfranco errichtet. Der neue Kirchenbau besitzt rechts des Presbyteriums eine kleine Kapelle, in der sich das Gemälde und unmittelbar darunter Matteos Grab mit seinem Relief befinden. Das Wappen der Costanzo, drei Paar Rippen, ist auf dem Grabdenkmal am Fuß des Thrones der Madonna zu sehen. (Einige Schüler Giorgiones behaupteten, der heilige Nicasius sei ein Porträt Matteos).
In den letzten Jahrhunderten erfolgten schlechte Restaurierungen und am 10. Dezember 1972 wurde das Bild gestohlen. Nach seiner Wiederauffindung wurde es 2002–2003 in den Werkstätten der Accademia (Venedig) sorgfältig restauriert und in der Ausstellung Le maraviglie dell'arte gezeigt, bevor es im Dezember 2005 nach Castelfranco zurückkehrte.

## Beschreibung
Das Gemälde ist eine Sacra Conversazione, die hier auf drei Personen reduziert ist, die keine geschlossene Gruppe bilden. Es zeigt die thronende Madonna mit Kind und den heiligen Franziskus von Assisi (rechts) und Nicasius (links). Die Abgebildeten sind pyramidenförmig angeordnet. Der Heilige im Harnisch wurde früher als heiliger Georg oder heiliger Liberalis, Schutzheiliger Castelfrancos, angesehen. Matteo und sein Bruder Brutto Muzio waren Mitglieder des Malteserordens, dessen Standarte der heilige Nicasius trägt. Der Märtyrer Nicasius, der ebenfalls dem Malteserorden angehörte, starb 1187. Er wurde besonders in Messina, dem Geburtsort Tuzio Costanzos, verehrt. Hervorzuheben ist der Verzicht jeglichen Hinweises auf kirchliche Motivkonventionen und Feierlichkeit. Die drei Personen sind formal voneinander getrennt, jede in sich versunken. In dem intimen und meditativen Raum stehen die beiden Heiligen für Tapferkeit (Nicasius) und Frömmigkeit (Franziskus) und wenden ihren Blick dem gläubigen Betrachter zu. Der Heilige im Harnisch und die zerstörten Türme der Stadt über ihm erzählen vom Krieg, dem Überbringer von Schmerz und Tod. Giorgione löst sich so von der traditionellen Bildanordnung. Der Thron Marias steigt, die Mittelachse des Bildes betonend, unnatürlich hoch über den den heiligen Franziskus und Nicasius zugewiesenen Raum in die Landschaft empor, die einen guten Teil des Hintergrundes einnimmt. Der architektonische Raum geht unmittelbar über in die Natur. Die Farben des Thronaufbaus, dessen Grün sich gut von dem dunkelroten Hintergrund abhebt, steigern sich in feiner Abstufung. Das hellere Landschaftsgrün passt sich dem helleren Rot und Dunkelgrün von Marias Gewand (anstelle des traditionellen Blau) an und lässt eine räumliche Einheit von Innenraum und Landschaft entstehen. Der rote Samtvorhang trennt die beiden Ebenen der Bildkomposition, die Landschaft des menschlichen Lebens, der auch Maria mit Gottes Sohn angehören und den heiligen Bereich zu Füßen des Marienthrones. Maria und Kind sehen traurig und tief bekümmert zum Sarkophag aus Porphyr, dem symbolischen Grab mit Wappen Costanzos, und verbinden so die beiden Bildebenen. Der linearperspektivische Konstruktionsraum der frühen Renaissance wird hier aufgegeben, kommt aber noch in der perspektivischen Anordnung des Fußbodens zur Anwendung.

## Rezeption
Die Bildtechnik ist ein Beispiel für das, was Vasari als pittura senza  disegno (Gemälde ohne Entwurf) bezeichnete. Dieser neue Malansatz revolutionierte die Venezianische Malschule und wurde mit dem Bild La tempesta (Das Gewitter) berühmt. Tizian, ein Schüler Giorgiones, wurde später der berühmteste Exponent dieses Stils. Die Abbildung des heiligen Franziskus von Assisi ist der in Giovanni Bellinis San Giobbes Altarbild (c. 1487) – in spiegelbildlicher Position – sehr ähnlich.